# Naive Prognose
Die Naive Prognose ist wohl die einfachste aller Prognosen. Sie nimmt das aktuell Bekannte und sagt voraus, dass es in Zukunft genauso laufen wird.

## Typen
Die Fachliteratur unterscheidet zwei Typen. Sie nutzen verschiedene Maße als Grundlage für ihre Prognose:
- Typ 1 (No-Change-Prognose): den aktuellen Wert
- Typ 2 (Same-Change-Prognose): den aktuellen Trend, also den Abstand zwischen dem aktuellen Wert und dem vorherigen

Folgende Formeln ergeben sich somit für die Naive Prognose:
{\displaystyle {\mathsf {f_{t-1}}}={\mathit {vorletzterWert}}}

{\displaystyle {\mathsf {f_{t}}}={\mathit {aktuellerWert=letzterWert}}}

{\displaystyle {\mathsf {f_{t+1}}}={\mathit {Prognosewert}}}

- Typ 1: {\displaystyle {\mathsf {f_{t+1}}}={\mathsf {f_{t}}}}
- Typ 2: {\displaystyle {\mathsf {f_{t+1}}}={\mathsf {f_{t}+({f_{t}}-{f_{t-1}})}}}

## Verwendung
Verwendet wird die Naive Prognose vor allem, um die Qualität einer anderen, aufwändigeren Prognoseberechnung zu beurteilen. Dazu wird der mittlere Fehler der zu beurteilenden Prognose und der mittlere Fehler der Naiven Prognose berechnet und daraus der Quotient gebildet. Ist dieser Kennwert kleiner als 1, so ist die untersuchte Prognoseberechnung besser als die Naive Prognose bzw. Extrapolation. Das bedeutet, dass sich der zusätzliche Aufwand, der für die aufwändigere Prognose notwendig ist, gelohnt hat.
Eine derartige Beurteilung ist allerdings erst nach dem tatsächlichen Eintreten des Ereignisses möglich, da für die Berechnung der tatsächliche Wert benötigt wird.
- Beispiel für eine Naive Prognose: Anzahl der Stromausfälle in einer Stadt, Daten kurz vorm Jahreswechsel

| relatives Jahr      | verzeichnete Stromausfälle | Prognose Typ 1 (selber Wert) | Prognose Typ 2 (selber Trend)             |
| ------------------- | -------------------------- | ---------------------------- | ----------------------------------------- |
| vor zwei Jahren     | 1                          | kein Wert                    | kein Wert                                 |
| Vorjahr             | 4                          | 1                            | kein Wert                                 |
| dieses Jahr, bisher | 0                          | 4                            | 7                                         |
| nächstes Jahr       | noch kein Wert             | 0                            | 0 (wenn negative Werte möglich wären: -4) |